# René Mérelle
Pour les articles homonymes, voir Mérelle.
René Mérelle, né le 24 août 1903 à Saint-Germain-en-Laye et mort le 25 février 1990 à Issy-les-Moulineaux, est un sculpteur et médailleur français.

## Biographie
René Mérelle est le fils d'Albert Mérelle et d'Henriette Dauge. Son père était menuisier. Sa mère était repasseuse dans la blanchisserie familiale de Saint Germain en Laye. Il a eu un frère Roger, et une sœur Mireille.

## Œuvres dans les collections publiques
- Laguiole, église paroissiale Saint-Matthieu : six bas-reliefs de la clôture de chœur, banc de communion, croix rayonnantes
- Meaux : À la gloire des déportés (1940-1945).
- Saint-Germain-en-Laye : Statue d'Henri IV, exposée[Quand ?] au Salon des indépendants.
- Thérondels : L'Immaculée Conception, ou La Vierge.